# 舘逸志
舘 逸志（たち いつし、1959年3月13日 - ）は、日本の内閣府官僚。タイ王国政府顧問、内閣府大臣官房審議官、経済社会総合研究所総括政策研究官、国土交通省政策統括官、地域活性学会副会長等を歴任した。

## 人物・経歴
埼玉県浦和市駒場出身。本太小学校、本太中学校、埼玉県立浦和高等学校を経て、1981年埼玉大学経済学部経済学科卒業、経済企画庁入庁。1983年環境庁出向（環境白書担当）。1985年経済企画庁調査局海外調査課アメリカ班長。
1986年から英国政府奨学金を得てロンドン・スクール・オブ・エコノミクスに留学し、1987年ロンドン大学経済学修士。ロンドン大学経済学部研究生修了を経て、1991年外務省在タイ日本大使館一等書記官。1995年経済企画庁物価局価格構造対策室長。1996年経済企画庁官房調査官。
1998年タイ国家経済社会開発庁顧問（JICA個別専門家派遣）。2001年総合研究開発機構研究開発部長。2003年内閣府大臣官房参事官（政府広報室）。2005年内閣官房内閣参事官（構造改革特区・地域再生担当）。2006年内閣府経済社会総合研究所景気統計部長、北陸先端科学技術大学院大学客員教授。2008年内閣府大臣官房審議官（国民生活局及び経済財政運営担当）。
2010年官民競争入札等監理委員会事務局長、内閣府大臣官房審議官（経済社会システム担当）、内閣府経済社会総合研究所総括政策研究官、公共サービス改革推進室長、規制改革推進室次長、規制・制度改革担当事務局長。2014年国土交通省大臣官房審議官（国土政策局担当）、関西大学客員教授。2016年国土交通省政策統括官（国土・土地担当）、内閣官房内閣審議官。2017年内閣官房内閣審議官、地理空間情報活用推進室長。
退官後、経和会長、埼玉大学経済学部客員教授、桜豊和企画取締役、金沢工業大学客員教授。2020年離島振興地方創生協会理事。2021年丸和運輸機関取締役。2022年ジオテクノロジーズ顧問。日本・英国政府奨学生同窓会理事長、公益資本主義推進協議会理事、地域活性化伝道師、湘南美容外科顧問、地域活性学会副会長、埼玉日中友好協会副会長、日タイビジネスフォーラム(JTBF)会長なども歴任。2025年チャールズ３世国王陛下より名誉大英勲章BEM（British Empire Medal）を授与。。